# Odaönü, Manavgat
Odaönü là một xã thuộc huyện Manavgat, tỉnh Antalya, Thổ Nhĩ Kỳ. Dân số thời điểm năm 2011 là 421 người.